# Coupé cabriolet

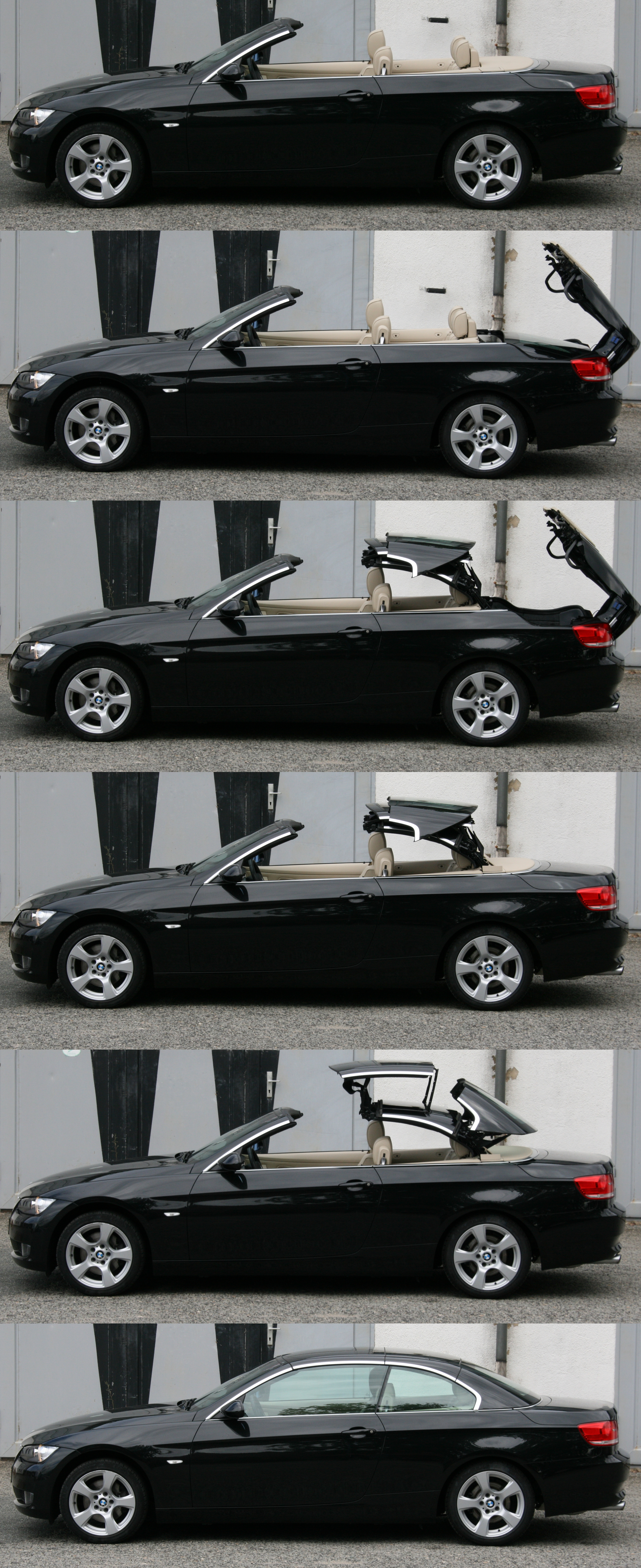
Fermeture du toit rigide escamotable sur une BMW Série 3 de 2008

Le coupé cabriolet est une carrosserie automobile ouverte et découvrable grâce à un toit rigide escamotable dans le coffre, avec un pare-brise fixe, et des portes sans encadrement supérieur. Il peut être dérivé d'une berline ou d'un coupé. Ce type de véhicules existe depuis les années 1930.
Ce type de carrosserie est un sous-type du cabriolet. L'appellation « coupé cabriolet » est relativement récente et était à l'origine une appellation commerciale utilisée par Peugeot, d'abord pour la Peugeot 206 CC (d'où « CC »).

## Origines par Georges Paulin

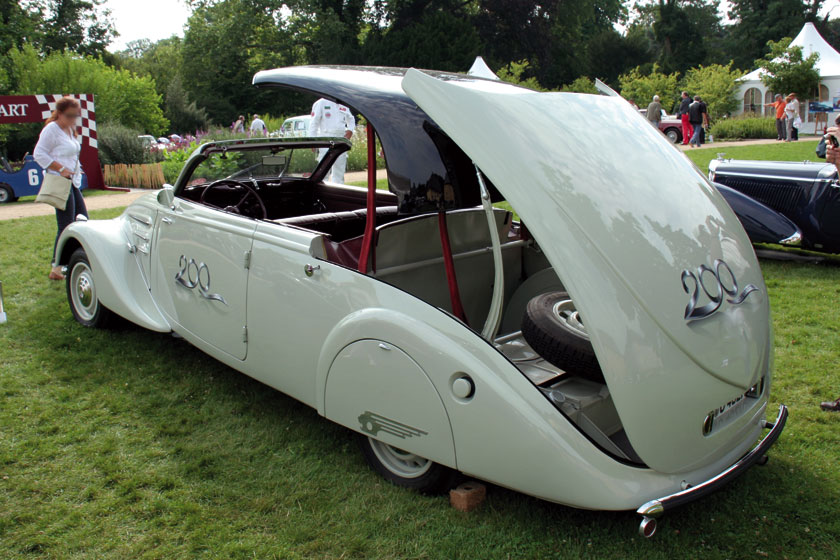
Une Peugeot 402 (1938)

Les premières voitures de ce type sont dues au styliste et ingénieur autodidacte Georges Paulin (1902-1942) qui a développé vers 1932 le système appelé « Éclipse » qui équipera dans un premier temps une Hotchkiss (jamais commercialisée) puis une Lancia Belna, mais surtout les Peugeot 301 et Peugeot 601 puis Peugeot 401d et Peugeot 601d et enfin la Peugeot 402.

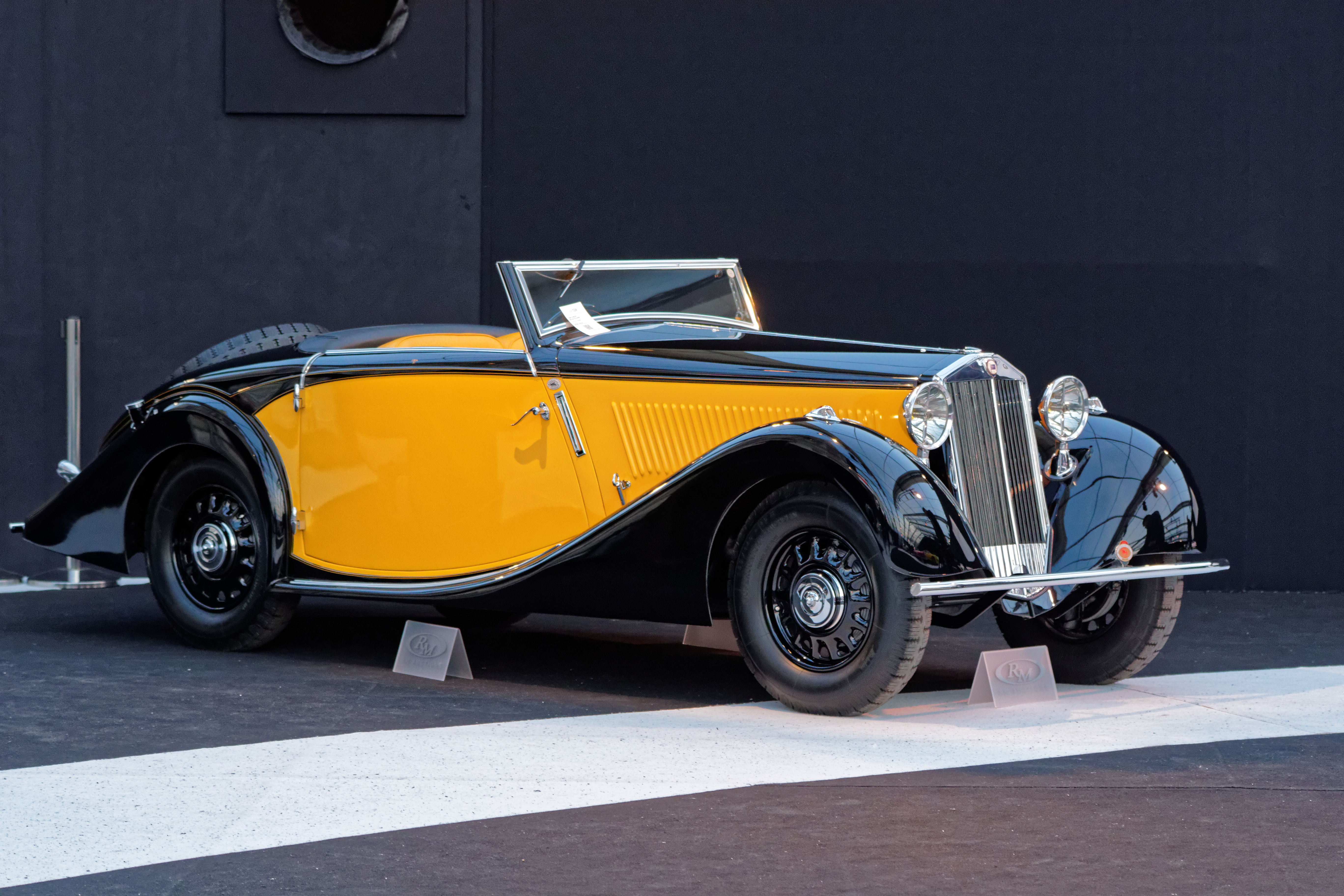
Lancia Belna Eclipse - 1934

Paulin a déposé cinq brevets entre février 1931 et 1935. Ils concernaient le système Éclipse (marque déposée à son nom à l'époque) et prévoyaient que le mouvement du toit et du coffre serait assuré soit par des moteurs électriques (prototype Hotchkiss), soit par des vérins pneumatiques et un compresseur (601 D), soit par un mécanisme manuel (Lancia Belna). Le premier prototype construit fut une maquette échelle 1/10° d'une Rosalie Citroën. Elle fonctionnait avec des micromoteurs alimentés par des piles. Deux constructeurs obtinrent une licence : Lancia et Peugeot. La première copie (sauvage)[Quoi ?] fut réalisée par Chrysler (Le Baron) en 1941, la seconde par Ford.
Georges Paulin fut ensuite choisi par Bentley pour lequel il dessina quatre voitures. En 1939 il fut affecté aux études aérodynamiques de l'usine aéronautique militaire Kellner-Béchereau. Ce résistant fut exécuté en 1942.

## Voitures dotées de toits rigides escamotables
Listes non exhaustives

### Modèles actuels

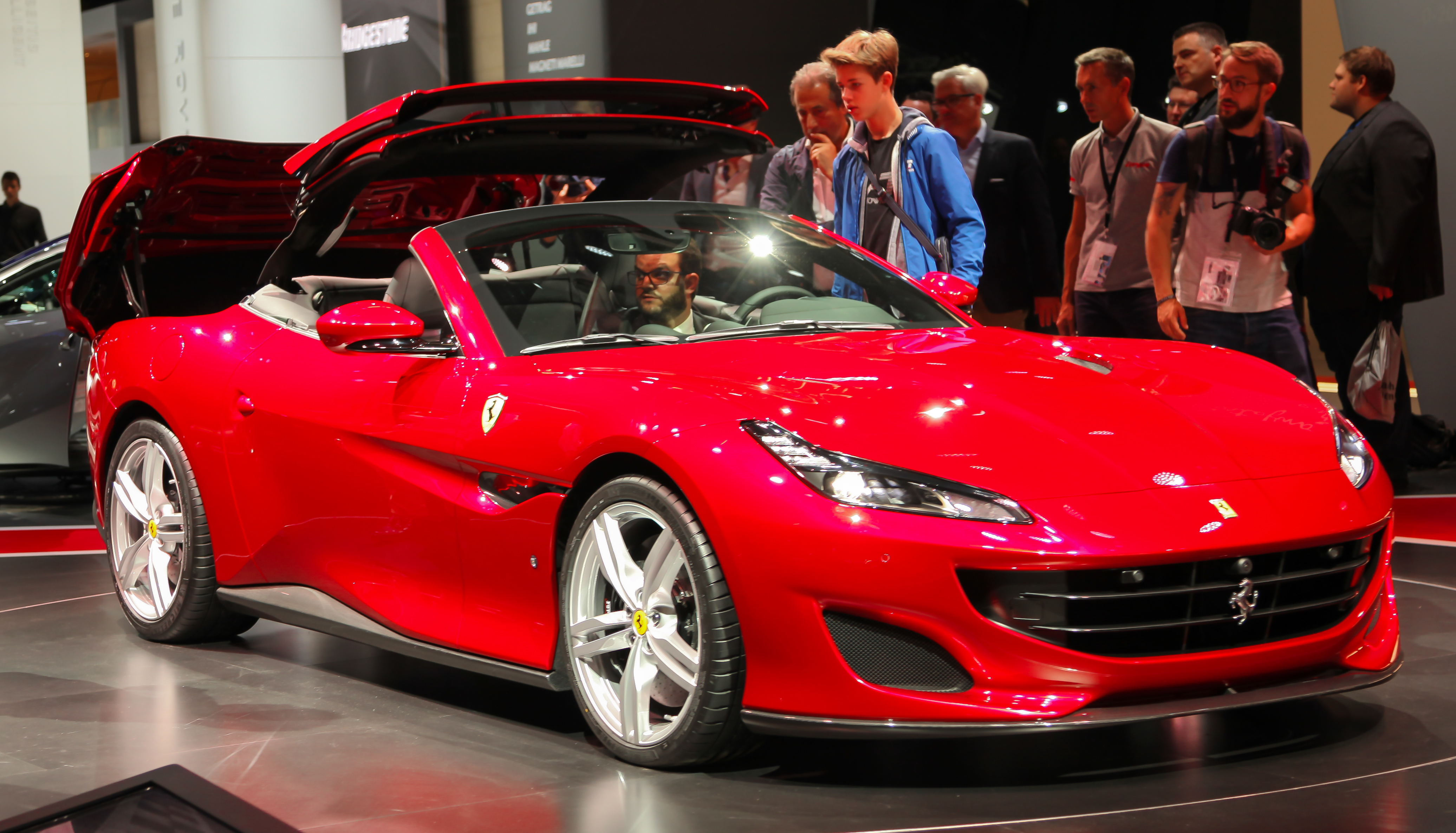
Ferrari Portofino 2017

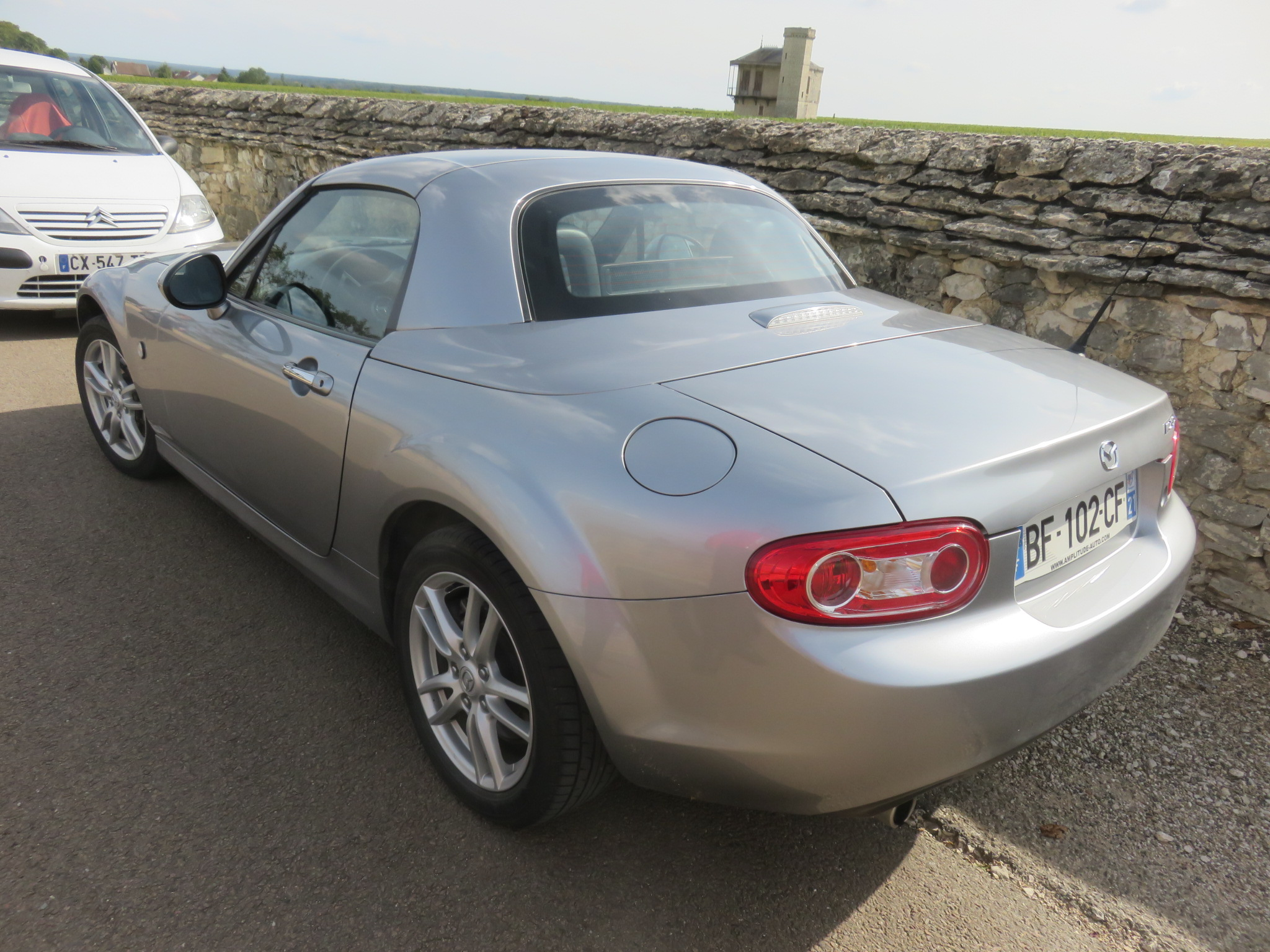
Mazda MX-5 NC FL 02 2014

- Chevrolet Corvette C8 cabriolet (2020–...)
- Ferrari : Portofino (2017-...) et SF90 Stradale Spider (2021-...)
- Mazda : MX-5 Roadster Coupé (2006-...)
- McLaren : 750S Spider (2023–...)

### Anciens modèles

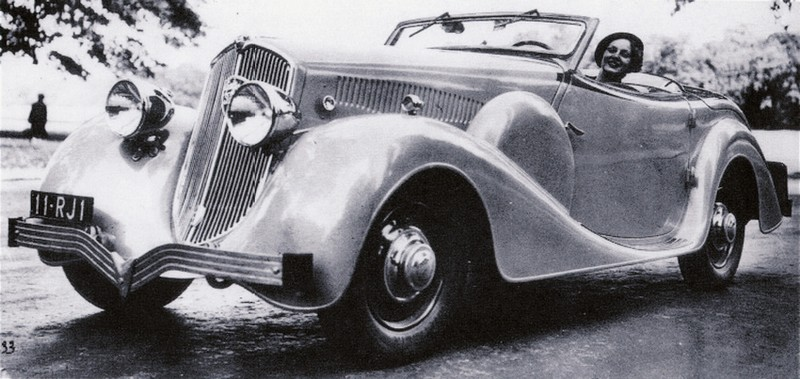
Peugeot 301 Eclipse 1934 Pourtout

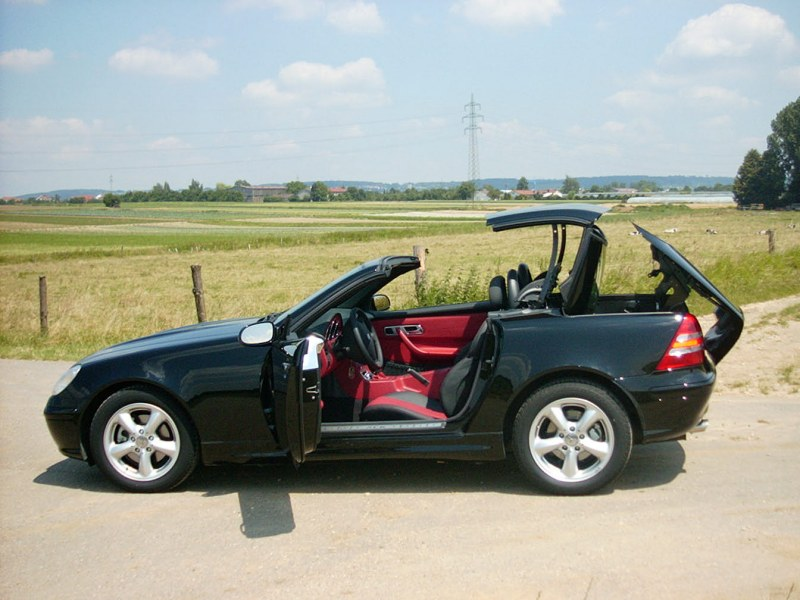
Une Mercedes-Benz SLK

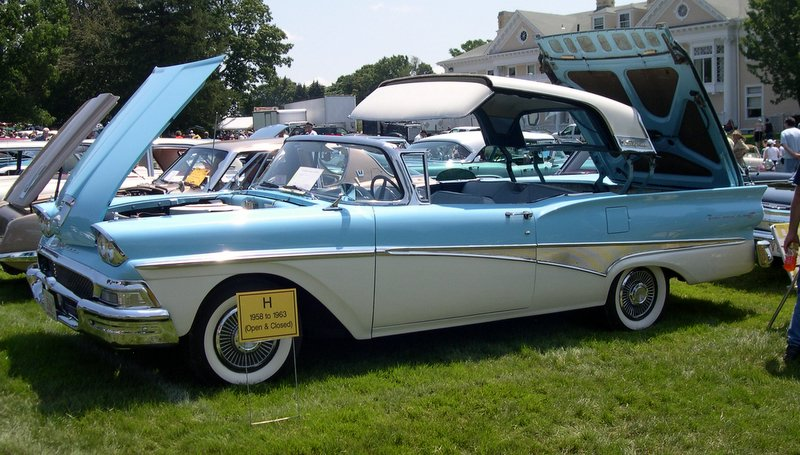
Une Ford Fairlane 500 Skyliner de 1958.

- Alfa Romeo Vola : prototype (2000)
- BMW : BMW Série 3 (E90) cabriolet (2007-2013), BMW Série 4 Cabriolet (2014-2020) et Z4 (E89) (2009-2016).
- BYD : S8 (2009-2011)
- Cadillac : XLR (2004-2009)
- Chevrolet : SSR (2003-2006)
- Chrysler : Thunderbolt 1941 [1], Chrysler Sebring cabriolet (2008-2010), Chrysler 200 cabriolet (2010-2014),
- Daihatsu : Copen (2002-2012)
- Ferrari : California (2009-2017) et 488 Spider (2015-2019)
- Ford : Fairlane 500 Skyliner (1957-1959) et Galaxie Skyliner (1959)[2], Focus CC (2006-2011).
- Gaylord (automobile) (en) : Gladiator (1955-1956)
- Infiniti : G37 C (2009-2010)
- Lancia : Belna Eclipse 1934, Flavia (2012-2013)
- Lexus : SC 430 (2001-2009) et IS C (2009-2010)
- McLaren : 570S Spider (2017–2021), 600LT Spider (2019–2021), 720S Spider (2019–2022)
- Mercedes-Benz : Classe SLK (1996-2016), Classe SLC (2016-2020), Classe SL (2002-2020)
- Mitsubishi : 3000 GT Spyder SL et VR4 (1995-1996) et Colt CZC (2006-2008)
- Nissan : Silvia Varietta (2000), Micra C+C (2005-2010)
- Opel : Tigra TwinTop (2004-2009) et Astra Twin-Top (2006-2011)
- Peugeot
  - 301 Eclipse (1934)
  - 401 Eclipse (1934-1935)
  - 601 Eclipse (1934-1935)
  - 402 Eclipse (1935-1940)
  - 206 CC (2000-2007)
  - 307 CC (2003-2008)
  - 207 CC (2007-2015)
  - 308 CC (2009-2015)
- Pontiac : G6 Cabriolet (2005-2009)
- Rapport forté (1980-1982)
- Renault : Renault Wind (2010-2014), Megane II CC (2003-2008), Megane III CC (2009-2016)
- Spyker C8 : Spyder T (2003–2007) et Aileron Spyder (2009–2016)
- Volkswagen : EOS (2006-2015)
- Volvo : C70 (2006-2013)